# Banja Luka Challenger 2011
Il Banja Luka Challenger 2011 è stato un torneo professionistico di tennis che si è disputato su campi in terra rossa. È stata la decima edizione del torneo che appartiene alla categoria ATP Challenger Tour nell'ambito dell'ATP Challenger Tour 2011. Gli incontri si sono svolti a Banja Luka, in Bosnia ed Erzegovina dal 12 al 18 settembre 2011.

## Partecipanti

### Teste di serie
| Nazionalità | Giocatore             | Ranking* | Testa di serie |
| ----------- | --------------------- | -------- | -------------- |
| Spagna      | Pere Riba             | 70       | 1              |
| Slovenia    | Blaž Kavčič           | 80       | 2              |
| Spagna      | Daniel Gimeno Traver  | 89       | 3              |
| Italia      | Flavio Cipolla        | 108      | 4              |
| Slovenia    | Grega Žemlja          | 122      | 5              |
| Rep. Ceca   | Jaroslav Pospíšil     | 126      | 6              |
| Spagna      | Rubén Ramírez Hidalgo | 134      | 7              |
| Spagna      | Pablo Carreño Busta   | 167      | 8              |

* Ranking al 29 agosto 2011.

### Altri partecipanti
Giocatori che hanno ricevuto una wild card:
- Mirza Bašić
- Ivan Bjelica
- Tomislav Brkić
- Goran Tošić

Giocatori che sono passati dalle qualificazioni:
- Toni Androić
- Nikola Ćaćić
- Dino Marcan
- Ante Pavić

## Campioni

### Singolare
Blaž Kavčič ha battuto in finale  Pere Riba, 6–4, 6–1.

### Doppio
Marco Crugnola /  Rubén Ramírez Hidalgo hanno battuto in finale  Jan Mertl /  Matwé Middelkoop, 7–6(3), 3–6, [10–8].